# Bitwy o kibuc Negba
Bitwy o kibuc Negba została stoczona pomiędzy Siłami Obronnymi Izraela a egipską armią o kibuc Negba podczas I wojny izraelsko-arabskiej (2 czerwca i 12 lipca 1948). Egipskie ataki zostały odparte, a kibuc Negba służył izraelskiej armii do prowadzenia dalszych operacji na pustyni Negew.

## Tło wydarzeń

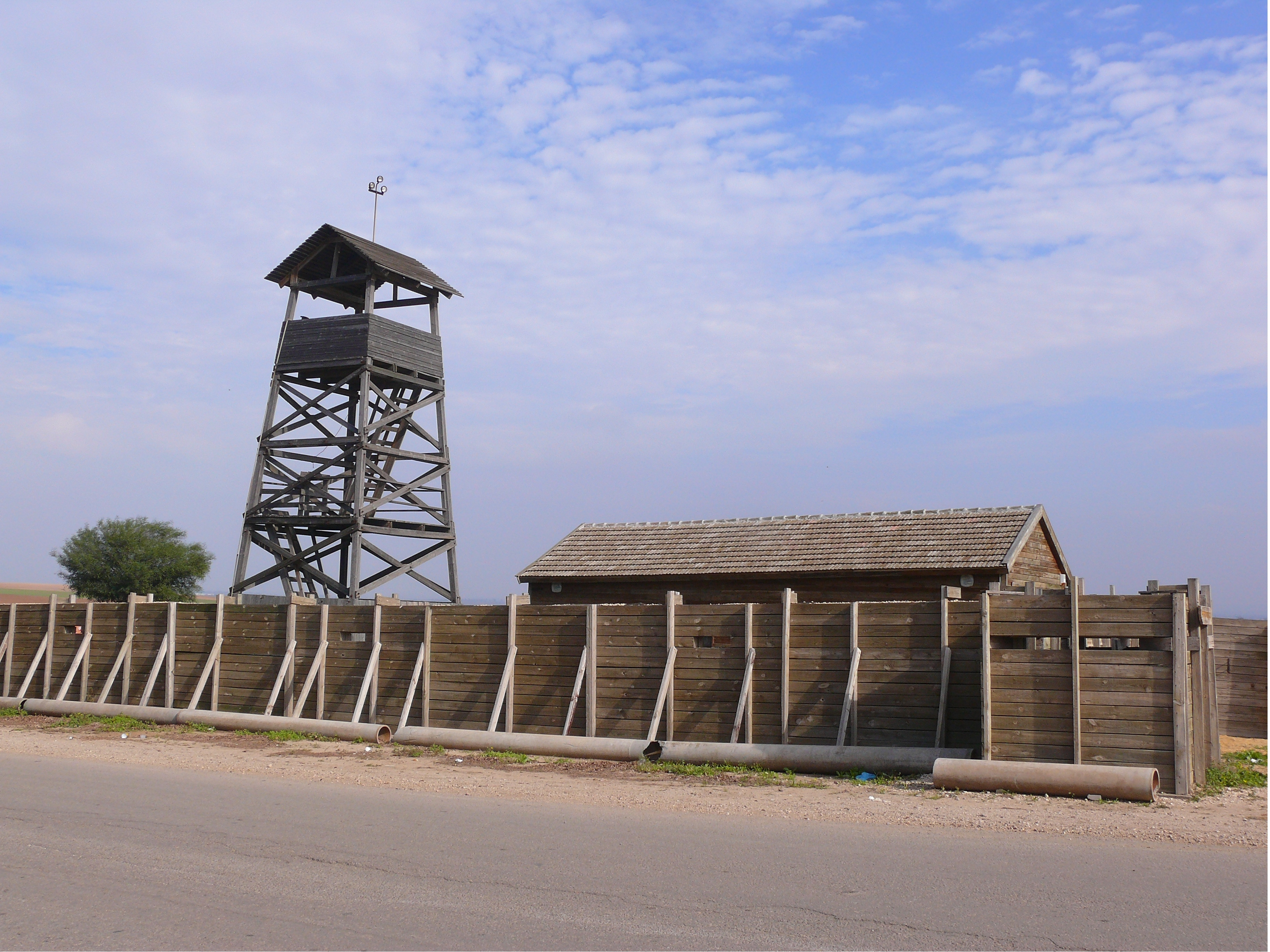
Odtworzona wieża obserwacyjna i palisada kibucu Negba

Kibuc Negba został założony w 1939. Był pierwszym nowoczesnym osiedlem żydowskim na pustyni Negew. Kibuc posiadała wieżę obserwacyjną, a cały jej teren był otoczony obronną palisadą. Osada była położona w ważnym strategicznie miejscu, na skrzyżowaniu dróg z Aszdod do wioski Bajt Dżibrin z drogą z wioski Kaukaba do wioski Dżulis. W obliczu nadchodzącej wojny, mieszkańcy kibucu ufortyfikowali swoją osadę. Na jej obwodzie wybudowano 13 stanowisk obronnych, które były połączone siecią okopów. Wokół linii obrony utworzono dwa pasy pola minowego. Wewnątrz osady wybudowano liczne podziemne schrony. Drogę wychodzącą w kierunku południowym zaminowano i zabarykadowano. Otwartą pozostawiono jedynie drogę wychodzącą na północ. Została ona poszerzona i mogła spełniać zadania tymczasowego pasa do lądowania samolotów.
12 maja 1948 członkowie egipskiego stowarzyszenia paramilitarnego Braci Muzułmańskich zajęli dawny fort brytyjskiej policji w wiosce Irak Suwajdan, położone w odległości zaledwie 1,7 km na południe od Negba. Wywołało to zaniepokojenie mieszkańców kibucu. 18 i 19 maja członkowie żydowskiej Hagany bez powodzenia usiłowali odbić ten fort.
W pierwszych dniach I wojny izraelsko-arabskiej doszło do bitwy o kibuc Jad Mordechaj (19-24 maja 1948). W trakcie jej trwania, w dniu 21 maja egipski oddział zmotoryzowany podjechał w bezpośrednią bliskość kibucu Negba. Równocześnie egipskie samoloty przeprowadziły jego bombardowanie, w którym zginął dowódca obrony Jicchak Dubno („Jo’aw”). W kolejnych dniach Egipcjanie nękali mieszkańców kibucu ostrzałami i nieustannymi patrolami pojawiającymi się w jego sąsiedztwie. Po zdobyciu kibucu Jad Mordechaj wojska egipskie przeprowadziły natarcie w kierunku na miasto Aszdod. Aby temu przeciwdziałać, Izraelczycy przeprowadzili operację Filistia, w której ponieśli taktyczną porażkę. Izraelczycy odnieśli jednak strategiczne zwycięstwo powstrzymując natarcie Egipcjan na północ. Egipskie dowództwo zmieniło wówczas swoją strategię z ofensywnej na bardziej defensywną. W opinii wielu historyków był to moment zwrotny w walkach na froncie południowym.
W następnych dniach mniejsze egipskie oddziały przeprowadziły uderzenia w kierunku wschodnim, zajmując 1 czerwca arabskie wioski Bait Jibrin i Al-Faludża. Podczas tych działań Egicpjanie podeszli pod ufortyfikowany kibuc Negba z zamiarem jego zdobycia. W obronie Negba walczyło 70 żołnierzy Brygady Giwati i 70 mieszkańców kibucu (w tym 10 kobiet). Mieli oni w sumie na swoim uzbrojeniu: 80 karabinów, 200 granatów ręcznych, 500 koktajli Mołotowa, 20 pistoletów maszynowych, 8 karabinów maszynowych, 5 moździerzy i 1 granatnik PIAT.

## Pierwsza bitwa (2 czerwca 1948)

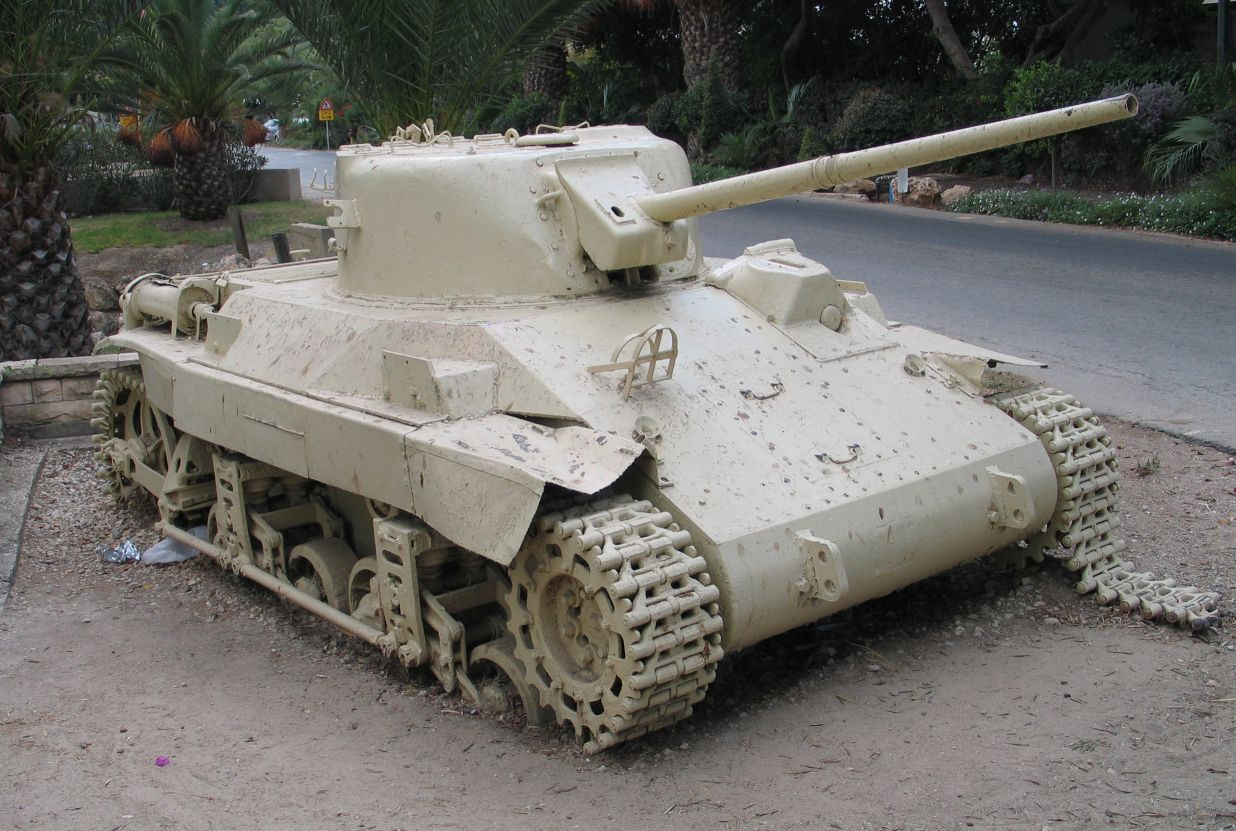
Egipski czołg M22 Locust zachowany w kibucu Negba

Rankiem 2 czerwca 1948 kibuc Negba został zbombardowany przez egipskie samoloty (jeden myśliwiec Spitfire i dwa samoloty transportowe Dacota). Następnie ogień otworzyła egipska artyleria, strzelająca z pozycji w rejonie wioski Al-Faludża. Ostrzał uszkodził wieżę ciśnień w kibucu. Po około dwudziestu pięciu minutach Egipcjanie wstrzymali ogień, a od strony wioski Irak Suwajdan zbliżył się batalion egipskiej piechoty, wspierany przez czołgi i pojazdy opancerzone. Grupa dziewięciu czołgów M22 Locust zajęła położone na zachodzie Wzgórze 113 i rozpoczęła stamtąd ostrzał osiedla. Natomiast pozostałych pięć czołgów rozpoczęło wraz z piechotą szturm od strony południowego wjazdu do kibucu. Obrońcy poczekali, aż Egipcjanie podejdą bardzo blisko i dopiero wówczas otworzyli zmasowany ogień. Walka trwała przez cztery godziny. W jej trakcie zniszczone zostało jedno ze stanowisk obrony (stanowisko nr 6). Równocześnie skrzydło egipskich wojsk zaatakowała jednostka jeepów wysłana z odsieczą przez Brygadę Negew, a działo z kibucu Kefar Warburg rozpoczęło ostrzał egipskich pozycji w rejonie wioski Iraq Suwaydan. W tej sytuacji oddziały egipskie wycofały się pod zasłoną dymną.
W ten sposób kibuc Negba został najbardziej wysuniętym na południe punktem obrony na południowej linii frontu. Kibuc nie był jednak odizolowany, jak miało to miejsce w przypadku pobliskiego oblężonego kibucu Nirim.

## Druga bitwa (12 lipca 1948)
Do drugiej próby zdobycia kibucu Negba doszło 12 lipca 1948. W odróżnieniu od pierwszej bitwy, tym razem Egipcjanie podeszli do kibucu o wiele bardziej ostrożnie. Wcześniej przygotowali dokładny plan sytuacyjny otoczenia osady. Rankiem 12 lipca rozpoczęli zmasowany ostrzał artyleryjski kibucu, prowadzony z sąsiednich Wzgórz 113 (na zachodzie) i 105 (na północy). Następnie samoloty Spitfire, Dacota i Westland Lysander przeprowadziły bombardowanie. Wśród zabudowy kibucu wybuchły liczne pożary. Dopiero wówczas egipska piechota wspierana przez dwadzieścia czołgów Mk II Matilda i Fiat M13/40, oraz samochody opancerzone ruszyła do natarcia. Szturm poprowadzono jednocześnie z trzech kierunków – od wschodu, zachodu i południa. Egipski atak był jednak słabo skoordynowany i brak było odpowiedniej łączności pomiędzy jednostkami nacierającymi a wsparciem artylerii. Natarcie utknęło w odległości zaledwie 50 metrów od obronnej palisady kibucu. Egipcjanie utracili trzy czołgi Fiat M13/40 (dwa z nich natychmiast odciągnięto na stronę egipską) i cztery transportery opancerzone. Kilka godzin później Egipcjanie podjęli jeszcze jedną próbę szturmu, również zakończoną niepowodzeniem. Egipski czołg Fiat M13/40 został odremontowany i wcielony do służby w izraelskiej armii. Do kibucu przywieziono natomiast uszkodzony inny czołg M22 Locust, który stanowi pamiątkę wydarzeń z 1948.
W następnych dniach trwały walki o kontrolę nad okolicznymi wzgórzami. W nocy z 13 na 14 lipca Izraelczycy wyparli sudańskich ochotników ze Wzgórza 105, natomiast 17 października przejęli kontrolę nad Wzgórzem 113.

## Reakcje i następstwa
Zwycięstwo w obu bitwach o Nagba miało symboliczną wartość w Izraelu. Natomiast dla egipskiego dowództwa była to gorzka porażka, po której zdymisjonowany został Muhammad Nadżib z dowództwa nad 4 Brygadą.